# Medair
Medair est une organisation non gouvernementale (ONG) chrétienne internationale d’aide humanitaire. Medair apporte une aide d’urgence et de reconstruction dans les domaines de la santé et de la nutrition, de l’eau, l’assainissement et l’hygiène, ainsi que du logement et des infrastructures. Son siège international et opérationnel est situé à Écublens, Suisse et son dirigeant est Jim Ingram.

## Historique
En 1988, un groupe de huit bénévoles, dirigé par les docteurs Erika Volkmar et Josiane André, se rend à Soroti, en Ouganda, avec le soutien de trois organisations partenaires:  Médicaments Pour l'Afrique (MEDAF), Mission Aviation Fellowship (MAF), et Jeunesse en Mission (JEM),. Ce premier projet vint en aide aux personnes déplacées qui cherchaient à se réinstaller dans des villes et ne disposaient pas des services essentiels.
À leur retour en Suisse en 1989, Medair fut enregistrée en tant qu’organisme à but non lucratif. En 1990, les membres de ce premier groupe menèrent une évaluation pour un second projet à Akobo, au Soudan. Entre 1991 et 1992, le programme de Medair au Soudan apporta des soins médicaux, l'approvisionnement en eau potable, de la nourriture et une assistance agricole pour les personnes déplacées à l'intérieur du pays.
En 1991, Medair menait trois programmes simultanés, au Soudan, au Libéria et en Irak. Au cours de la décennie qui suivit, la capacité opérationnelle de Medair continua à se développer jusqu’à atteindre 9 programmes à la fois en 2003, dans des pays comme le Congo, l'Arménie, le Zimbabwe, Madagascar et la Somalie.
Au cours des années 1994 et 1995, Medair passa par une restructuration majeure et devint indépendante de ses trois organisations fondatrices, mais continue de collaborer avec MAF, puisque la plupart de ses activités nécessitent de voyager dans des zones difficiles d’accès. L’organisation indépendante Medair fut formée avec un conseil d'administration international et un comité exécutif pour soutenir le directeur général.
En 2003, Erika Volkmar, qui avait été présente au sein de l'organisation depuis sa création, démissionna après 15 ans en tant que directrice générale.
En 2004, Randall Zindler devint le nouveau directeur général. Avant de devenir directeur de Medair, Randall Zindler avait occupé un certain nombre de postes au sein d’entreprises telles que le Crédit Suisse et Swissair.
Durant sa première année en tant que directeur général, Randall Zindler mobilisa la réponse de Medair face au tsunami en Asie. En 2010, Randall Zindler démarra un plan de transition pour son départ de Medair, qu’il quitta officiellement en janvier 2011.
En 2011, le conseil d'administration a nommé le Canadien Jim Ingram, ancien responsable des finances depuis 2004, comme nouveau directeur général .

## Interventions
Elle vient en aide aux personnes les plus vulnérables, sans distinction de race, de sexe, de religion, d’âge ou de nationalité.
En 2022, elle disait travailler dans 13 pays .
Medair compte environ 800 employés à travers le monde.

## Programmes
Medair répond aux crises par des programmes d’aide d’urgence, de reconstruction et de prévention.

### Aide d’urgence
L’aide d’urgence de Medair vise à agir rapidement pour porter secours aux communautés en crise. Par exemple, après le Séisme et tsunami de 2004 dans l'océan Indien, son personnel fut opérationnel dans le district d'Ampara, la zone la plus durement touchée du Sri Lanka, cinq jours après la catastrophe. À la suite d'une évaluation des besoins, Medair définit les priorités comme étant l'eau, l'assainissement, la nourriture et les abris. En collaboration avec BushProof, une société spécialisée dans les technologies liées à l'eau dans des contextes difficiles, Medair approvisionna en eau potable les personnes vivant dans les camps de déplacés.
Au cours de l’année suivante, les projets de Medair au Sri Lanka concernèrent la construction d'abris ; la restauration des moyens de subsistance de la communauté de pêcheurs, par une distribution de bateaux et de filets ; et l’amélioration de la santé publique grâce à la construction de latrines, au nettoyage de puits, et à des formations à l'hygiène.

### Reconstruction
Les projets de santé de Medair au Soudan du Sud ont été reconnus pour leur rôle dans le renforcement des capacités locales. En travaillant avec les institutions locales et les autorités traditionnelles, Medair investit dans l'éducation et la formation des agents de santé communautaires et des accoucheuses traditionnelles. Grâce au soutien et aux ressources apportées au Ministère d'État à la Santé, des services de soins de santé primaires ont pu être fournis aux communautés qui n’avaient auparavant pas même accès aux soins les plus basiques. De nombreuses cliniques et centres de santé sont désormais dotés de personnel médical compétent, capable de faire face aux épidémies, aux urgences nutritionnelles, aux besoins obstétricaux, et aux soins ambulatoires courants. Les médecins sud-soudanais ont également pris part à des programmes WASH.

### Santé et nutrition
Le secteur santé et nutrition de Medair se concentre sur les besoins médicaux, depuis la création ou le soutien de cliniques, jusqu’à des programmes de nutrition et des campagnes de vaccination. Un exemple : dans le district de Ragh, de la province de Badakhshan au nord de l'Afghanistan, une étude menée entre 1999 et 2002, et publiée dans la revue le The Lancet, conclu que la région avait le taux de mortalité maternelle le plus élevé jamais enregistré (6 507 pour 100 000).
En 2003, Medair participa à la création du premier établissement de soins obstétricaux d’urgence de la région. À cette époque, il n'y avait quasiment pas de cliniques de santé dans cette zone, mais en 2009, Medair avait soutenu la création de sept centres de santé et de 55 postes de santé. Medair mit également en place un programme de maternité sans risque, avec un accent sur la formation des sages-femmes de ces communautés.

### Eau, assainissement et hygiène (WASH)
Les programmes WASH de Medair se concentrent sur l'amélioration de l'accès à l'eau potable, la construction de latrines et la promotion du lavage des mains et de l'hygiène. Un exemple : après le passage du cyclone Gafilo à Madagascar en 2004, Medair évalua rapidement la situation et mit en œuvre un projet WASH d'urgence pour nettoyer et désinfecter 1 400 puits en à peine plus d'une semaine. Ces projets comprenaient une participation des bénéficiaires, impliqués dans tous les aspects. Medair forma également les habitants à la construction et à l’entretien de puits et latrines.

### Abri et infrastructure
Les projets abri et infrastructure de Medair incluent : la fourniture d'abris sûrs, permanents et semi-permanents ; la formation aux techniques de construction ; ainsi que la construction de cliniques, de routes et de ponts. En 2010, après le séisme en Haïti, Medair fournit des abris de transition aux personnes sans logement à Jacmel et ses environs. Ces abris de transition étaient conçus pour être transformés en logements permanent par la suite. En janvier 2011, Medair indiquait que 11 622 personnes avaient été logées.

## Exemples d'intervention

### Rwanda
Après le génocide des Tutsis au Rwanda de 1994, Medair intervint dans la région de Bugesera, qui a perdu 80 % de sa population. Medair aida les centres de santé à rouvrir leurs portes et mis en place des séminaires de réconciliation. Elle fit venir des psychiatres pour apporter un soutien psychologique aux Hutus et Tutsis. Des ateliers rassemblèrent divers groupes ethniques qui partagèrent leurs témoignages.

### Pakistan
À la suite du violent séisme qui frappa le Pakistan en 2005, les équipes de Medair se focalisèrent sur la distribution de kits d'abris, alors que l'hiver approchait. Une fois que les familles avaient achevé la construction de leurs maisons semi-permanentes, ils recevaient un poêle à bois, des matelas, des couvertures, et des articles d’hygiène. Le programme de réhabilitation de Medair incluait la distribution de bétail et de semences ; et des travaux de reconstruction dans une région montagneuse reculée.

### Ouganda
Medair passa plus d'une décennie en Ouganda, de 1999 à 2010 : le plus long programme de son histoire. Au cours de cette période, l’Armée de Résistance du Seigneur (LRA) semait la terreur dans presque tout le nord de l'Ouganda. Au plus fort de la crise, Medair travailla auprès de populations parmi les plus isolées, vivant dans des camps pour personnes déplacées. Plus tard, Medair aida ces personnes à se réinstaller dans leurs villages d'origine.

### Soudan du Sud
En février 2010, Medair fit la une des journaux pour son étude menée avec l’ONG partenaire, Save the Children, révélant des taux élevés de malnutrition à Akobo, au Soudan du Sud. Avec un niveau de malnutrition aiguë globale de 45,7 % et un niveau de malnutrition aiguë sévère de 15,5 %, les taux à Akobo étaient trois fois plus élevés que les seuils de malnutrition d'urgence. Les deux organisations intervinrent rapidement avec un programme d'alimentation thérapeutique.
Cependant, Medair est fiancée par l'USAID et Coca-Cola dans la région du Darfour. Le géant américain, sous couvert de bien faits pour le tiers monde à des enjeux tout autre, comme fixer les populations locales afin d'accroître la production de gomme arabique, essentiel dans l'élaboration du célèbre soda.

### Afghanistan
En 2012, Medair connut un grave incident de sécurité avec l’enlèvement de membres de son personnel dans la province de Badakhshan, en Afghanistan. Grâce à l’intervention des forces de sécurité internationales, et un plan de crise interne bien rodé, tous ses employés furent libérés sains et saufs. À la suite de cet incident, Medair mit un terme à ses projets au Badakhshan, tout en continuant à travailler dans la région des hauts plateaux du centre de l'Afghanistan. Medair laissa un impact à long terme au Badakhshan par ses divers projets menés entre 2000 et 2012: amélioration de l'accès à l'eau et à l'assainissement ; élargissement et amélioration du système de santé de la province ; et fourniture de soins vitaux de nutrition et de santé aux communautés très isolées.

### Crise syrienne
En 2012, Medair envoya des équipes d'urgence au Liban et en Jordanie pour répondre à l'afflux de réfugiés en provenance de Syrie. Le logement était une priorité absolue dans la vallée de la Bekaa, au Liban, à cause de ses hivers neigeux accompagnés de températures glaciales. Medair distribua des kits d'abris d'urgence et fournit des poêles à bois, des couvertures et des matelas aux familles.

### Philippines
En 2013, l'équipe d'intervention d'urgence de Medair porta secours aux communautés isolées touchées par le typhon Haiyan ; catastrophe ayant coûté la vie à plus de 6 000 personnes et provoqué le déplacement de plus de quatre millions d’autres. Au cours de sa première année sur place, Medair vint en aide à plus de 60 000 personnes dans les domaines du logement, de la santé et de l’hygiène.